# Есиково
Есиково — деревня в Вологодском районе Вологодской области.
Входит в состав Лесковского сельского поселения, с точки зрения административно-территориального деления — в Лесковский сельсовет.
Расстояние по автодороге до районного центра Вологды — 22 км, до центра муниципального образования Лесково — 7 км. Ближайшие населённые пункты — Шоломово, Юрьево, Тимофеевское, Отрадное, Колкино, Еремеево.
По данным переписи в 2002 году постоянного населения не было.